# Clitellaria ephippium
Espèce
Clitellaria ephippium est une espèce d'insectes diptères brachycères de la famille des Stratiomyidae.

## Description
Cette mouche mesure de 10 à 13 mm, le corps est noir, le mesonotum est rouge-orangé.

## Répartition
Selon Fauna Europaea (19 décembre 2021) :
- Europe (Allemagne, Autriche, Belgique, Espagne, France, Hongrie, Italie, Russie centrale et du Sud, Suisse).

## Biologie
Les larves se développent dans les fourmilières dont celles de Lasius fuliginosus.